# شمس لا تغيب (فلم)
شمس لا تغيب (بالإنجليزية: A Sun Never Sets
)، فيلم سينمائى درامى مصرى، إنتاج 1959 إخراجو تأليف: حسين حلمي المهندس تمثيَل : محمد الطوخي، حسين قنديل، لطفي عبد الحميد، أحمد فرحات، قدرية كامل عبد المحسن سليم.

## قصة الفيلم
تدور أحداث القصة حول سها الفتاة المدللة والوحيدة لأبيها والمخطوبة للشاب عصام، وأثناء رحلة لسها مع والدها في الفيوم، تتعرض لحادث حيث تسقط من فوق أحد المرتفعات وتفقد بصرها، ويتخلى عنها خطيبها عصام، تفقد سها الثقة في نفسها وفي كل الناس من حولها، وترفض إجراء عملية جراحية لإعادة قدرتها على رؤية العالم مرة أخرى، يحاول الطبيب صلاح إقناعها والضغط عليها من خلال عصام للموافقة على إجراء العملية.

## القصة الكاملة
سها فتاة مدللة كثيرًا من أبيها، يقوم أبيها بتعريفها على كوثر التي يحبها ويرغب في الزواج منها، يقرر الأب قضاء إجازته في الفيوم مع ابنته التي تتعرف على طفل أعرابي لا يلبث أن يمرض ويموت، تسقط سها من فوق أحد المرتفعات، وتفقد بصرها، يتخلى عنها خطيبها عصام مما يؤثر أكثر على حالتها النفسية، أثناء العلاج تلتقي بالطبيب صلاح الذي ينجح في أن يكسب ثقتها، وأن تمر من الأزمة النفسية، تعرف منه أنها من الممكن أن تسترد بصرها بعد عملية جراحية حساسة، لكنها ترفض رؤية العالم الذي صُدمت فيه، يعود عصام للظهور، ويكتشف صلاح العلاقة القديمة، فيطلب منه أن يقنعها بإجراء العملية، وأثناء التخدير يحاول عصام اغتصابها، إلا أن الطبيب يصل في الوقت المناسب، وينقذها منه فتزداد عقدتها، يقوم صلاح بإجراء العملية لها بشكل سري، وتستعيد بصرها، وثقتها في نفسها والعالم، وتتزوج من صلاح بعد أن تزوج أبوها من كوثر.

## فريق العمل
| - زبيدة ثروت:سها - كمال الشناوي:صلاح - حسين رياض:أحمد - يوسف فخر الدين:عصام - عايدة هلال:كوثر - محمد الطوخي - نظيم شعراوي | - ثريا فخري - لطفي عبد الحميد - ماري عز الدين - أحمد لوكسر - فتحية عبد الغني - مها سليم - قدرية كامل | - أنور مدكور - ثروت فهمي - كمال ثروت - أحمد فرحات:محمد / الاعرابي - موسى صبري:رئيس تحرير الجيل - حسين قنديل - عبد المحسن سليم |

### فريق العمل
| - حسين حلمي المهندس:مخرج - كامل مدكور:مخرج مساعد - إبراهيم المنياوي:مخرج مساعد - نجدي حافظ:مخرج مساعد - نصري عبدالنور:مهندس الصوت - إرنست صباغ:مسجل الصوت - حسين عبد الوهاب:مهندس الصوت | - عبدالحميد السخاوي:منفذ المناظر - عباس حلمي:منفذ المناظر - عبدالمنعم علي:منفذ المناظر - فكري رستم:مونتير - فتحي داود:مساعد مونتير - كمال أبو العلا:مشرف على المونتاج - فيكتور أنطون:مصور | - مجدي سعد:مصور - محمد شاكر:مساعد مصور - يوسف محمود:ماكيير - حمدي رأفت:مساعد ماكيير - ستديو الأهرام:الطبع والتحميض - حسين حلمي المهندس:قصة وسيناريو وحوار - يوسف عبيد:مساعد منتج |

## روابط خارجية
- صفحة الفيلم على موقع السينما